# Ламбрускини, Рафаэле
Рафаэле Ламбрускини (итал. Raffaele Lambruschini; 14 августа 1788, Генуя, Генуэзская республика, — 8 марта 1873, Флоренция, Италия) — итальянский педагог и политический деятель, священник с либеральными устремлениями.
В 1848 году заседал в рядах умеренных либералов в Тосканской палате депутатов. Виктор Эммануил II сделал его сенатором. Его главные работы: «Lettere per i fanciulli», «Lettere giovanili», «Dell’Educazione» (1849), «Dell 'Istruzione» (Флоренция, 1871), «Elogi е biografie raccolte» (Флоренция, 1873).